# Leptoscyphus azoricus
Leptoscyphus azoricus là một loài Rêu trong họ Geocalycaceae. Loài này được Grolle mô tả khoa học đầu tiên năm 1963.